# Damba
Damba est une commune située dans le département de Nassoumbou, dans la province du Soum, région du Sahel, au Burkina Faso.